# Escuela de Wurzburgo
La Escuela de Wurzburgo fue una escuela psicológica alemana que se encuentra a caballo entre los siglos XIX y XX. Fue fundada por Oswald Külpe, discípulo de Wundt e inicialmente profesor de la Universidad de Wurzburgo. Esta escuela propone una nueva orientación investigadora dentro de la psicología experimental, distanciándose de algunas de las tesis principales de Wundt. La integran, entre otros, autores como Karl Marbe o Karl Búhler.

## Contexto y orientación
Aunque el intento de construir una psicología empírica (es decir, basada en el estudio de la experiencia inmediata de los fenómenos psicológicos) hunde sus raíces en autores como David Hume o, posteriormente, Franz Brentano, no es hasta finales del siglo XIX cuando se introduzca el método experimental como medio para alcanzar un conocimiento riguroso que pueda calificarse de «científico» para la psicología empírica.
Es precisamente por esas fechas cuando Wundt funda un laboratorio experimental al que dota de los medios y la estructura institucional necesarios para convertir la psicología experimental en una disciplina académica plenamente integrada en la universidad.
Sin embargo, mientras que Wundt reservaba la experimentación para los fenómenos perceptivos, pronto surgieron autores que la aplicaron también a los procesos superiores como la memoria (Hermann Ebbinghaus) o incluso el pensamiento. Este es el caso de Oswald Külpe, uno de los iniciadores de la Escuela de Wurzburgo.
Pero las diferencias iban a ir más allá de este punto. Mientras que Wundt seguía un estricto protocolo según el cual la experimentación solo podía aplicarse a contenidos psicológicos simples y bien delimitados, la Escuela de Wurzburgo incluía en el proceso de investigación, como fuentes de información válida y valiosa, los amplios autoinformes que los sujetos ofrecían de su modo de desempeñar las tareas.